# Vladimir Mišović
Vladimir Mišović (serbisch-kyrillisch Владимир Мишовић; * 15. September 2001 in Pančevo) ist ein serbischer Wasserballspieler. Er gewann mit der Nationalmannschaft 2024 die olympische Goldmedaille.

## Sportliche Karriere
Der 1,92 Meter große Torhüter spielte 2024 bei VK Roter Stern Belgrad.
Mišović war mit der serbischen Junioren-Nationalmannschaft Zweiter bei der Junioren-Weltmeisterschaft 2019, 2021 gewann die serbische Mannschaft den Titel.
2023 war Mišović erstmals bei einem großen Turnier mit der Nationalmannschaft dabei. Bei der Weltmeisterschaft 2023 in Fukuoka bezwangen die Serben im Viertelfinale die Italiener im Fünf-Meter-Schießen. Nach einem 7:13 im Halbfinale gegen die Griechen verloren die Serben auch das Spiel um Bronze mit 6:9 gegen Spanien.
2024 war Vladimir Mišović bei den Olympischen Spielen in Paris als Ersatztorwart hinter Radoslav Filipović dabei. Mišović hütete im Vorrundenspiel gegen Frankreich ein Viertel, also acht Minuten, lang das Tor, gegen Ungarn war er elf Minuten dabei. In der Vorrunde erreichte die serbische Mannschaft den vierten Platz. Nach Siegen über Griechenland mit 12:11 im Viertelfinale und das US-Team 10:6 im Halbfinale standen die Serben im Finale und trafen auf die Kroaten, die in der Vorrunde ebenfalls Gruppenvierte geworden waren. Serbien siegte im Endspiel mit 13:11. Vladimir Mišović wurde im Finale zwanzig Sekunden vor Schluss eingewechselt, bekam aber keinen Ball mehr aufs Tor.